# Federico Monti
Federico Monti (Buenos Aires, Argentina, 1 de noviembre de 1882 - 7 de noviembre de 1952) fue un futbolista argentino, promotor de la creación del Club San Lorenzo de Almagro y uno de sus principales jugadores desde su etapa inicial hasta su época en la primera categoría del Fútbol argentino en la era amateur.

## Biografía
Su infancia y juventud se desarrolló en el barrio de Almagro de la Ciudad de Buenos Aires, más precisamente en la calle México y la calle Treinta y Tres orientales.
Su familia, de origen italiano, poseía una carbonería sobre la calle México.
En sus años jóvenes, su capacidad de liderazgo le dio relevancia entre sus amigos que jugaban al fútbol en la calle: este grupo recibió el nombre de "Forzosos de Almagro".
Durante uno de los partidos que jugaron, se encontraron con el sacerdote Lorenzo Massa, quien vio cómo un tranvía atropelló a uno de los niños jugadores.
Al requerir hablar con el jefe de estos muchachos, ellos señalaron a Federico Monti; y en ese momento el sacerdote Lorenzo Massa los invitó a jugar a los terrenos que poseían vecinos a su oratorio. Este sería uno de los momentos preliminares de la fundación del Club San Lorenzo de Almagro.
Fue partícipe de la fundación del club San Lorenzo de Almagro el 1 de abril de 1908, siendo responsable de la denominación “de Almagro”.
Mantuvo el puesto de tesorero, y en el momento en que se disolvió provisoriamente el club en el año 1911, fue el responsable de mantener el capital accionario (127 pesos) hasta su nueva reinauguración en el año 1914.
Como jugador se desarrolló dentro de los Forzosos de Almagro, y dentro del posteriormente fundado San Lorenzo de Almagro se desarrolló durante 1908 hasta 1911 y desde 1914 hasta su retiro en el año 1917.
Fue partícipe del ascenso a la máxima categoría en 1915, como también de partidos imborrables como el primer clásico con Club Atlético Huracán, ganando 3-1 en cancha del Club Ferro Carril Oeste y el primer partido en la cancha de San Lorenzo (el Viejo Gasómetro) contra Estudiantes de la Plata, ganando 2 a 1.

## Clubes
| Club                   | País      | Año       |
| ---------------------- | --------- | --------- |
| San Lorenzo de Almagro | Argentina | 1908-1917 |

## Títulos

### Campeonatos nacionales
| Título                                                      | Club                   | País      | Año  |
| ----------------------------------------------------------- | ---------------------- | --------- | ---- |
| Ascenso a Primera División del Campeonato Argentino Amateur | San Lorenzo de Almagro | Argentina | 1915 |